# Wahlkreis Florenz – Pontassieve
Der Wahlkreis Florenz – Pontassieve war von 1993 bis 2005 ein Wahlkreis (italienisch collegio elettorale) für die Wahl der Abgeordnetenkammer.

## Wahlkreisgebiet
| Wahlkreise – Camera dei deputati – Toskana | Wahlkreise – Camera dei deputati – Toskana | Wahlkreise – Camera dei deputati – Toskana |
| Provinz                                    | Provinz                                    | Gemeinden nach Provinzen ⮞ Wahlkreis |
| ------------------------------------------ | ------------------------------------------ | --- |
|                                            | Provinz Arezzo (39 Gemeinden)              | 11 ⮞ Wahlkreis Arezzo 21 ⮞ Wahlkreis Montevarchi 7 ⮞ Wahlkreis Cortona |
|                                            | Provinz Florenz (44 Gemeinden)             | Teil von Florenz ⮞ Wahlkreis Florenz 1 Teil von Florenz ⮞ Wahlkreis Florenz 2 Teil von Florenz ⮞ Wahlkreis Florenz 3 14 + Teil von Florenz ⮞ Wahlkreis Florenz – Pontassieve 10 ⮞ Wahlkreis Bagno a Ripoli 8 ⮞ Wahlkreis Empoli 6 ⮞ Wahlkreis Scandicci 5 ⮞ Wahlkreis Sesto Fiorentino |
|                                            | Provinz Grosseto (28 Gemeinden)            | 10 ⮞ Wahlkreis Grosseto 17 ⮞ Wahlkreis Massa Marittima 1 ⮞ Wahlkreis Piombino |
|                                            | Provinz Livorno (20 Gemeinden)             | 1 + Teil von Livorno ⮞ Wahlkreis Livorno – Collesalvetti 2 + Teil von Livorno ⮞ Wahlkreis Livorno – Rosignano Marittimo 16 ⮞ Wahlkreis Piombino |
|                                            | Provinz Lucca (35 Gemeinden)               | 3 ⮞ Wahlkreis Lucca 26 ⮞ Wahlkreis Capannori 4 ⮞ Wahlkreis Viareggio 2 ⮞ Wahlkreis Massa |
|                                            | Provinz Massa-Carrara (17 Gemeinden)       | 2 ⮞ Wahlkreis Massa 15 ⮞ Wahlkreis Carrara |
|                                            | Provinz Pisa (39 Gemeinden)                | 3 ⮞ Wahlkreis Pisa 10 ⮞ Wahlkreis Cascina 25 ⮞ Wahlkreis Pontedera 1 ⮞ Wahlkreis Viareggio |
|                                            | Provinz Pistoia (22 Gemeinden)             | 8 ⮞ Wahlkreis Pistoia 12 ⮞ Wahlkreis Montecatini Terme 2 ⮞ Wahlkreis Prato – Montemurlo |
|                                            | Provinz Prato (7 Gemeinden)                | 2 + Teil von Prato ⮞ Wahlkreis Prato – Carmignano 4 + Teil von Prato ⮞ Wahlkreis Prato – Montemurlo |
|                                            | Provinz Siena (36 Gemeinden)               | 11 ⮞ Wahlkreis Siena 11 ⮞ Wahlkreis Cortona 14 ⮞ Wahlkreis Massa Marittima |

Der Wahlkreis umfasste den Teil der Gemeinde Florenz, der dem ehemaligen Stadtbezirk Coverciano – Rovezzano (Circoscrizione 14) entsprach, sowie die Gemeinden Borgo San Lorenzo, Dicomano, Fiesole, Firenzuola, Londa, Marradi, Palazzuolo sul Senio, Pelago, Pontassieve, Rufina, San Godenzo, San Piero a Sieve, Scarperia und Vicchio.

## Wahlergebnisse

### Parlamentswahl 1994

#### Direktstimmen
| Kandidaten               | Kandidaten                 | Parteien                                 | Stimmen | %    |
| ------------------------ | -------------------------- | ---------------------------------------- | ------- | ---- |
|                          | Francesca Chiavaccigewählt | Progressisti                             | 52.527  | 57,4 |
|                          | Andrea Torti               | Polo delle Libertà (FI – LN – CCD – UdC) | 15.961  | 17,4 |
|                          | Angelo Passaleva           | Patto per l’Italia                       | 15.293  | 16,7 |
|                          | Giuseppe Cipriani          | Alleanza Nazionale                       | 7.731   | 8,4  |
| Gesamt                   | Gesamt                     | Gesamt                                   | 91.512  | 100  |
|                          |                            |                                          |         |      |
| Ungültige Stimmen        | Ungültige Stimmen          | Ungültige Stimmen                        | 5.957   | 6,1  |
| Wähler                   | Wähler                     | Wähler                                   | 97.469  | 93,4 |
| Wahlberechtigte          | Wahlberechtigte            | Wahlberechtigte                          | 104.305 |      |
|                          |                            |                                          |         |      |
| Quelle: Innenministerium |                            |                                          |         |      |

#### Listenstimmen
| Parteien                             | Parteien                        | Parteien                           | Stimmen | %    |
| ------------------------------------ | ------------------------------- | ---------------------------------- | ------- | ---- |
|                                      | Progressisti                    | Partito Democratico della Sinistra | 35.302  | 37,8 |
| Partito della Rifondazione Comunista | Progressisti                    | 11.527                             | 12,3    |      |
| Partito Socialista Italiano          | Progressisti                    | 2.907                              | 3,1     |      |
| Federazione dei Verdi                | Progressisti                    | 2.068                              | 2,2     |      |
| La Rete                              | Progressisti                    | 1.364                              | 1,5     |      |
| Alleanza Democratica                 | Progressisti                    | 1.328                              | 1,4     |      |
| ↳ Gesamt                             | Progressisti                    | 54.496                             | 58,4    |      |
|                                      | Patto per l’Italia              | Partito Popolare Italiano          | 9.615   | 10,3 |
| Patto Segni                          | Patto per l’Italia              | 4.965                              | 5,3     |      |
| ↳ Gesamt                             | Patto per l’Italia              | 14.580                             | 15,6    |      |
|                                      | Polo delle Libertà              | Forza Italia                       | 12.122  | 13,0 |
| Lega Nord                            | Polo delle Libertà              | 1.623                              | 1,7     |      |
| ↳ Gesamt                             | Polo delle Libertà              | 13.745                             | 14,7    |      |
|                                      | Alleanza Nazionale              | Alleanza Nazionale                 | 6.892   | 7,4  |
|                                      | Lista Marco Pannella            | Lista Marco Pannella               | 3.159   | 3,4  |
|                                      | Socialdemocrazia per le Libertà | Socialdemocrazia per le Libertà    | 419     | 0,4  |
|                                      | Insieme per lo Sviluppo         | Insieme per lo Sviluppo            | 86      | 0,1  |
| Gesamt                               | Gesamt                          | Gesamt                             | 93.377  | 100  |
|                                      |                                 |                                    |         |      |
| Ungültige Stimmen                    | Ungültige Stimmen               | Ungültige Stimmen                  | 4.094   | 4,2  |
| Wähler                               | Wähler                          | Wähler                             | 97.471  | 93,4 |
| Wahlberechtigte                      | Wahlberechtigte                 | Wahlberechtigte                    | 104.305 |      |
|                                      |                                 |                                    |         |      |
| Quelle: Innenministerium             |                                 |                                    |         |      |

### Parlamentswahl 1996

#### Direktstimmen
| Kandidaten               | Kandidaten               | Parteien            | Stimmen | %    |
| ------------------------ | ------------------------ | ------------------- | ------- | ---- |
|                          | Marco Rizzogewählt       | Progressisti        | 54.416  | 62,7 |
|                          | Fabrizio Frizzi Baccioni | Polo per le Libertà | 28.332  | 32,6 |
|                          | Stefano Sartoni          | Lega Nord           | 2.811   | 3,2  |
|                          | Claudia Agati            | Partito Umanista    | 1.245   | 1,4  |
| Gesamt                   | Gesamt                   | Gesamt              | 86.804  | 100  |
|                          |                          |                     |         |      |
| Ungültige Stimmen        | Ungültige Stimmen        | Ungültige Stimmen   | 8.471   | 8,9  |
| Wähler                   | Wähler                   | Wähler              | 95.275  | 91,4 |
| Wahlberechtigte          | Wahlberechtigte          | Wahlberechtigte     | 104.241 |      |
|                          |                          |                     |         |      |
| Quelle: Innenministerium |                          |                     |         |      |

#### Listenstimmen
| Parteien                                          | Parteien                      | Parteien                           | Stimmen | %    |
| ------------------------------------------------- | ----------------------------- | ---------------------------------- | ------- | ---- |
|                                                   | Progressisti                  | Partito Democratico della Sinistra | 35.917  | 39,6 |
| Partito della Rifondazione Comunista              | Progressisti                  | 12.813                             | 14,1    |      |
| Popolari per Prodi (PPI – SVP – PRI – UD – Prodi) | Progressisti                  | 5.687                              | 6,3     |      |
| Rinnovamento Italiano                             | Progressisti                  | 4.144                              | 4,6     |      |
| Federazione dei Verdi                             | Progressisti                  | 1.616                              | 1,8     |      |
| ↳ Gesamt                                          | Progressisti                  | 60.177                             | 66,3    |      |
|                                                   | Polo per le Libertà           | Alleanza Nazionale                 | 10.875  | 12,0 |
| Forza Italia                                      | Polo per le Libertà           | 10.088                             | 11,1    |      |
| CCD – CDU                                         | Polo per le Libertà           | 4.854                              | 5,3     |      |
| ↳ Gesamt                                          | Polo per le Libertà           | 25.817                             | 28,5    |      |
|                                                   | Lega Nord                     | Lega Nord                          | 1.379   | 1,5  |
|                                                   | Lista Pannella – Sgarbi       | Lista Pannella – Sgarbi            | 1.353   | 1,5  |
|                                                   | Partito Socialista            | Partito Socialista                 | 863     | 1,0  |
|                                                   | Fiamma Tricolore              | Fiamma Tricolore                   | 518     | 0,6  |
|                                                   | Movimento Autonomista Toscano | Movimento Autonomista Toscano      | 345     | 0,4  |
|                                                   | Partito Umanista              | Partito Umanista                   | 162     | 0,2  |
|                                                   | Mani Pulite                   | Mani Pulite                        | 122     | 0,1  |
| Gesamt                                            | Gesamt                        | Gesamt                             | 90.736  | 100  |
|                                                   |                               |                                    |         |      |
| Ungültige Stimmen                                 | Ungültige Stimmen             | Ungültige Stimmen                  | 4.543   | 4,8  |
| Wähler                                            | Wähler                        | Wähler                             | 95.279  | 91,4 |
| Wahlberechtigte                                   | Wahlberechtigte               | Wahlberechtigte                    | 104.241 |      |
|                                                   |                               |                                    |         |      |
| Quelle: Innenministerium                          |                               |                                    |         |      |

### Parlamentswahl 2001

#### Direktstimmen
| Kandidaten               | Kandidaten         | Parteien           | Stimmen | %    |
| ------------------------ | ------------------ | ------------------ | ------- | ---- |
|                          | Marco Rizzogewählt | L’Ulivo            | 56.478  | 64,4 |
|                          | Stefano Magherini  | Casa delle Libertà | 26.598  | 30,3 |
|                          | Giuliano Noferini  | Lista Di Pietro    | 2.490   | 2,8  |
|                          | Domenico Desiderio | Democrazia Europea | 2.163   | 2,5  |
| Gesamt                   | Gesamt             | Gesamt             | 87.729  | 100  |
|                          |                    |                    |         |      |
| Ungültige Stimmen        | Ungültige Stimmen  | Ungültige Stimmen  | 5.169   | 5,6  |
| Wähler                   | Wähler             | Wähler             | 92.898  | 89,1 |
| Wahlberechtigte          | Wahlberechtigte    | Wahlberechtigte    | 104.263 |      |
|                          |                    |                    |         |      |
| Quelle: Innenministerium |                    |                    |         |      |

#### Listenstimmen
| Parteien                               | Parteien                             | Parteien                             | Stimmen | %    |
| -------------------------------------- | ------------------------------------ | ------------------------------------ | ------- | ---- |
|                                        | L’Ulivo                              | Democratici di Sinistra              | 30.426  | 34,2 |
| La Margherita (Dem – PPI – RI – Udeur) | L’Ulivo                              | 14.055                               | 15,8    |      |
| Partito dei Comunisti Italiani         | L’Ulivo                              | 2.389                                | 2,7     |      |
| Il Girasole (FdV – SDI)                | L’Ulivo                              | 1.801                                | 2,0     |      |
| ↳ Gesamt                               | L’Ulivo                              | 48.671                               | 54,7    |      |
|                                        | Casa delle Libertà                   | Forza Italia                         | 15.777  | 17,7 |
| Alleanza Nazionale                     | Casa delle Libertà                   | 8.854                                | 9,9     |      |
| CCD – CDU                              | Casa delle Libertà                   | 2.153                                | 2,4     |      |
| Nuovo PSI                              | Casa delle Libertà                   | 666                                  | 0,7     |      |
| Lega Nord                              | Casa delle Libertà                   | 436                                  | 0,5     |      |
| ↳ Gesamt                               | Casa delle Libertà                   | 27.886                               | 31,3    |      |
|                                        | Partito della Rifondazione Comunista | Partito della Rifondazione Comunista | 7.444   | 8,4  |
|                                        | Lista Di Pietro                      | Lista Di Pietro                      | 2.046   | 2,3  |
|                                        | Lista Emma Bonino                    | Lista Emma Bonino                    | 1.660   | 1,9  |
|                                        | Democrazia Europea                   | Democrazia Europea                   | 1.085   | 1,2  |
|                                        | Comunismo                            | Comunismo                            | 156     | 0,2  |
|                                        | Abolizione Scorporo                  | Abolizione Scorporo                  | 53      | 0,1  |
| Gesamt                                 | Gesamt                               | Gesamt                               | 89.001  | 100  |
|                                        |                                      |                                      |         |      |
| Ungültige Stimmen                      | Ungültige Stimmen                    | Ungültige Stimmen                    | 3.923   | 4,2  |
| Wähler                                 | Wähler                               | Wähler                               | 92.924  | 89,1 |
| Wahlberechtigte                        | Wahlberechtigte                      | Wahlberechtigte                      | 104.263 |      |
|                                        |                                      |                                      |         |      |
| Quelle: Innenministerium               |                                      |                                      |         |      |